# Partito dei Nazionalisti
Il Partito dei Nazionalisti (in greco: Κόμμα Ἐθνικοφρόνων, trasl. Kómma Ethnikofrónōn), letteralmente Partito dei Pensatori Nazionali, fu un partito politico greco di orientamento irrendentista e monarchico fondato nel 1865.
Tra gli obiettivi del partito vi era la realizzazione della cosiddetta Megali Idea.
Espresse Alexandros Koumoundouros, Theodōros Dīligiannīs e Dīmītrios Gounarīs alla carica di Primo ministro.
Nel 1920 dette vita al Partito Populista.